# Riesi Insolia
Il Riesi Insolia è un vino a DOC che può essere prodotto nei comuni di Riesi, Butera, Mazzarino, tutti in provincia di Caltanissetta.
Ansonica ed Insolia sono sinonimi

## Vitigni con cui è consentito produrlo
- Ansonica minimo 85%
- altri vitigni a bacca bianca, non aromatici, idonei alla coltivazione per la provincia di Caltanissetta, fino ad un massimo del 15%.

## Tecniche produttive
Il Riesi Insolia deve essere invecchiato almeno fino al mese di febbraio dell'anno successivo alla vendemmia

## Caratteristiche organolettiche
- colore: giallo paglierino;
- profumo: delicato;
- sapore: secco, armonico con buona persistenza;

## Produzione
Provincia, stagione, volume in ettolitri